# Damaged Lives
Damaged Lives è un film a carattere semi-documentaristico del 1933, diretto da Edgar G. Ulmer. 

## Trama
Donald, un giovane brillante imprenditore, ha un rapporto occasionale con Elise, conosciuta ad una festa, nonostante conviva da tempo con Joan, con la quale successivamente si sposa. Elise, prima di togliersi la vita per la delusione, confessa a Donald che molto probabilmente lo ha contagiato di una malattia a trasmissione sessuale. L'ipotesi viene confermata dagli esami del sangue di Donald, e anche Joan, incinta, ha contratto la sindrome. Uno specialista mostra a Donald i numerosi allarmanti sintomi a cui la malattia può condurre, che possono avere importanti ripercussioni anche sulla prole. Joan è affranta, e una sera apre i rubinetti del gas dell'appartamento per poi coricarsi a fianco del marito che dorme, nell'intento di commettere un suicidio/omicidio. Donald si sveglia in tempo per sventare il macabro tentativo. I due poi, parlando, e grazie ad un avvenimento esterno, si riconciliano e decidono di affrontare la terapia e l'avvenire con la massima serenità possibile.

## Produzione
Damaged Lives è un film d'exploitation prodotto, come incitamento alla prevenzione, sotto gli auspici dei British Social Hygiene Council e Canadian Social Health Council, prima della piena entrata in vigore del Codice Hays, e basato sul lavoro teatrale Les Avariés (1901) dell'accademico di Francia Eugène Brieux.
Girato nel 1933 ai Sunset Las Palmas Studios di Hollywood con un budget di 18.000 $, il film venne distribuito sotto il nome della Weldon Pictures, poiché la Columbia non gradiva essere associata alla tematica trattata. i titoli di coda della copia contenuta in Internet Archive affermano trattarsi di un film pubblicato dalla Educational Film Exchanges, Inc..
Fra i vari motivi di controversia suscitato dal film si annovera anche la presenza di una delle prime scene di nudo nella cinematografia: un gruppo di donne si apprestano a fare il bagno nude in uno specchio d'acqua.

## Distribuzione
Damaged Lives uscì inizialmente in Canada (a Toronto il 22 maggio 1933) e successivamente in alcune città degli Stati Uniti, dove tuttavia la censura spesso ne impedì la proiezione. A Londra il film uscì nelle sale il 19 agosto 1933. Il film ebbe un'ulteriore uscita nel 1937 con il titolo The Shocking Truth, corredato da un'appendice di 29 minuti sulle malattie veneree, che la maggior parte delle edizioni di home video non include. 

## Accoglienza
Nonostante il taglio di alcune scene operato dalla censura statunitense per alcuni stati dell'unione, come il Maryland e l'Ohio, il film rimase estremamente popolare negli USA: a Baltimora, ad esempio, si stima che 65.000 persone, ovvero il 10% circa della popolazione, lo visionassero nelle sale.